# نيكي موهان
نيكي موهان (بالإنجليزية: Nicky Mohan)‏ هو لاعب كرة قدم بريطاني في مركز الدفاع، ولد في 6 أكتوبر 1970 في ميدلزبرة في المملكة المتحدة. لعب مع برادفورد سيتي وستوك سيتي وليستر سيتي ونادي غيتزهد ونادي ميدلزبره ونادي هاروجيت تاون وويكمب وندررز وهال سيتي.

## وصلات خارجية
- نيكي موهان على موقع قاعدة بيانات كرة القدم.إي يو (الإنجليزية)
- نيكي موهان على موقع Soccerbase.com (لاعب) (الإنجليزية)
- نيكي موهان على موقع عالم كرة القدم.نت (الإنجليزية)